# Peter Grosz (Schauspieler)
Peter Grosz (* 11. Januar 1974 in New York City, New York) ist ein US-amerikanischer Schauspieler und Drehbuchautor.

## Leben und Karriere
Peter Grosz wurde in New York City geboren. Er ist Absolvent der Northwestern University, an der er zusammen mit Seth Meyers studierte. Von 2007 bis 2010 gehörte er zum Autorenteam  für The Colbert Report, und hatte auch selbst einige Auftritte in der Sendung. Am 9. März 2009 gab er während der Show die Geburt seines Kindes bekannt.
Weitere Arbeiten als Drehbuchautor umfassen etwa Shows wie Late Night with Seth Meyers, für die er von 2014 bis 2015 aktiv war und The President Show, für die er im Jahr 2017 Drehbücher schrieb und auch häufig selbst auftrat.
Seine erste Schauspielrolle übernahm er bereits 1998 in einer Episode von J.T.S. Brown. Seitdem folgten vor allem Auftritte in kleineren Film- und Serienrollen. So war er 2005 im Film The Weather Man zu sehen. Weiter Auftritte folgten etwa in Schräger als Fiktion, Topjob – Showdown im Supermarkt, How to be sexy oder Girls’ Night Out. Deutlich häufiger ist Grosz im Fernsehen zu sehen, so übernahm er etwa in Lass es, Larry!, Key & Peele, Inside Amy Schumer, Deadbeat, Vinyl oder Odd Mom Out, Gastrollen. Daneben war Grosz auch in einigen Seriennebenrollen zu sehen. So war er von 2012 bis 2019 in unregelmäßigen Abständen in der Rolle des Lobbyisten Sidney Purcell in der HBO-Serie Veep – Die Vizepräsidentin zu sehen. Von 2015 bis 2016 wirkte er an der Serie Cop Show mit.
Peter Grosz ist unter anderem zweifacher Emmy-Preisträger.

## Filmografie (Auswahl)
als Darsteller
- 1998: J.T.S. Brown (Fernsehserie, eine Episode)
- 2005: The Weather Man
- 2006: Schräger als Fiktion (Stranger Than Fiction)
- 2007: Science Digest (Fernsehserie, Episode 1x02)
- 2008: Topjob – Showdown im Supermarkt (The Promotion)
- 2009–2014: The Colbert Report (Fernsehshow, 5 Episoden)
- 2011: Lass es, Larry! (Curb Your Enthusiasm, Fernsehserie, Episode 8x09)
- 2012: Key and Peele (Fernsehserie, Episode 1x08)
- 2012–2019: Veep – Die Vizepräsidentin (Veep, Fernsehserie, 12 Episoden)
- 2013: Inside Amy Schumer (Fernsehserie, Episode 1x08)
- 2014: Deadbeat (Fernsehserie, Episode 1x08)
- 2014–2015: Late Night with Seth Meyers (Fernsehshow, 12 Episoden)
- 2015: How to be sexy
- 2015–2016: Cop Show (Fernsehserie, 18 Episoden)
- 2016: Vinyl (Fernsehserie, 2 Episoden)
- 2016: Odd Mom Out (Fernsehserie, Episode 2x05)
- 2017: Aardvark
- 2017: Girls’ Night Out (Rough Night)
- 2017–2018: The President Show (Fernsehshow, 25 Episoden)
- 2019: The Loudest Voice (Miniserie, Episode 1x02)
- 2019: The Marvelous Mrs. Maisel (Fernsehserie, 3 Episoden)
- 2020: Little America (Fernsehserie, Episode 1x04)
- 2021: Gossip Girl (Fernsehserie, 1 Episode)
- 2021: The Crew (Fernsehserie, 1 Episode)
- 2022: The Menu
- 2023: New Amsterdam (Fernsehserie, 1 Episode)
- 2025: Dying for Sex (Miniserie)

als Drehbuchautor
- 2007: The Naked Trucker and T-Bones Show (Fernsehshow, 8 Episoden)
- 2007–2010: The Colbert Report (Fernsehshow)
- 2014–2015: Late Night with Seth Meyers (Fernsehshow, 44 Episoden)
- 2017–2018: The President Show (Fernsehshow, 21 Episoden)